# جين تايلور (مغنية)
جين تايلور (بالإنجليزية: Jane Taylor)‏ هي عازفة بيانو ومغنية وكاتبة غنائية بريطانية، ولدت في 19 يوليو 1972 في Nocton Hall ‏ في المملكة المتحدة.

## وصلات خارجية
- جين تايلور على موقع ميوزك برينز (الإنجليزية)